# Curre curre guaglió
Curre curre guaglió (1993) è l'album d'esordio dei 99 Posse. La traccia che dà il titolo al disco verrà inserita da Gabriele Salvatores nella colonna sonora del film Sud. Ciò frutterà all'album la Targa Tenco come migliore opera dialettale e il Ciak d'oro per la migliore colonna sonora.

## Descrizione
All'interno prevalgono i temi militanti trattati a volte con rabbia (Rigurgito antifascista, Odio, Rappresaglia, quest'ultima ispirata all'arresto di Zulù al termine di un corteo) a volte con ironia ('O documento, Ripetutamente).
All'album partecipano artisti dell'underground napoletano e non solo come Speaker Cenzou, RadioGladio, Suoni Mudù, Daniele Sepe e Bisca, con i quali i 99 Posse cominceranno un importante sodalizio artistico.
L'album è presente nella classifica dei 100 migliori album italiani secondo Rolling Stone, alla posizione numero 49.
Il testo della canzone Curre curre guaglió è stato inserito in una antologia della letteratura italiana per scuole superiori, Le basi della letteratura di Bruno Mondadori Editore, pubblicato nel 2013. In un'intervista, Zulù si è mostrato soddisfatto dell'inserimento di un proprio testo in un libro scolastico, nonostante alcune strofe siano state censurate.
Il brano è presente più volte nel corso del film del 2014 La scuola più bella del mondo.

## Tracce
1. Esodo
2. Curre curre guaglió
3. Salario Qawali
4. 'O documento
5. Rigurgito antifascista
6. Tuttapposto
7. Rigurgito (Tv verscion)
8. Napolì
9. Nun c'á facc' cchiú
10. Ripetutamente
11. 1-2-1992
12. Odio
13. Rappresaglia

## Formazione
- Luca "'o Zulù" Persico - voce
- Massimo "Jrm" Jovine - basso
- Marco "Kaya Pezz8" Messina - campionatore
- Claudio Marino - batteria
- Mariano Caiano - percussioni e cori